# 3194 Dorsey
3194 Dorsey је астероид главног астероидног појаса чија средња удаљеност од Сунца износи 3,012 астрономских јединица (АЈ).
Апсолутна магнитуда астероида је 12,0.